# Kayo Malayo
Kayo Malayo fou un grup de música de ska-fusió, fundat el 2004 a Terrassa.

## Història

### Formació i primeres maquetes
A principis del 2005 debutaren amb "Paxeando", la primera maqueta de la banda que consta de 6 temes. A partir de llavors, el conjunt es decantà cada vegada més per un estil en el qual predominava la fusió de l'Ska amb el reggae, la cúmbia i el pop-rock entre d'altres. El 2007 el grup publica la maqueta Arristifaisei, auto-editada i que contenia 5 temes.
El grup com a part de la productora musical catalana Tercera via, participà al FesTour del 2007, on els va acompanyar un equip del programa Codi3XL per fer-los un reportatge que seria emès el 5 de setembre del 2007 al Canal 33. El gener de 2009 aparegueren tocant al programa GolobicaTV, del Canal 33.

### Membres durant tota la trajectòria
Miki Santamaria: Baix (2004-2008)
Mark-e Riera: Baix (2009-2012)
Karlitos Bastida: Baix (2012-2015)
Karlitos Bastida: Bateria (2004-2012)
Nil Bribián: Bateria (2012-2015)
Roger Arnau: Saxo (2004-2015)
Ramon Figeras: Trompeta (2004-2013)
Carles Raya: Trompeta (2013-2015)
Mark Roger: Percussió, teclats i guitarra (2004-2015)
Josep Jaume Rey: Guitarra (2009-2012)
Xavi Viader: Guitarra (2012-2015)
Yordi Dobón: Guitarra i veu (2004-2015)
David Barón: Veu (2007-2010)
Nico Martin: Teclats (2013-2015)

### Consolidació
Amb Qui ens va parir! (2009) els de Terrassa es donen a conèixer fora de la província de Barcelona i comencen a tocar a diferents escenaris i festivals importants en el panorama musical català com ara el de l'Acampada Jove (a les edicions de 2008, 2009, 2010, 2012, 2013), a la Festa Major de Gràcia (plaça Rius i Taulet), les festes de Sant Cugat del Vallès (2009), a l'Aquelarre de Cervera i a la Patum de Berga. El disc Qui ens va parir! és especialment recordat pels temes Maria Marió i Gasolina que han acabat esdevenint les dues cançons més conegudes de la banda i himnes d'una generació.
El disc Katalonska (2011) suposà el salt qualitatiu i de popularitat definitiu del grup. Va ser el 8è disc en català més venut del 2011 amb 4.500 còpies i més de 5.000 descàrregues. Com a conseqüència d'aquest últim treball, el grup va fer dues gires d'estiu per tota la geografia catalana amb visites esporàdiques a Galícia i Euskadi. Una de les cançons del disc Katalonska que va fer més fortuna és Welcome to Catalonia, tema que Kayo Malayo enfoca a mode d'himne identitari i que des de llavors forma part de les llistes de música reivindicativa independentista.
L'any 2013 treuen a la llum 4 temes nous amb diverses col·laboracions com amb en Juankar de Boikot i discjòquei Dj.Singu d'At Versaris. Com el primer cop, El rei i La revolució són temes que reflecteixen l'assoliment del que alguns cataloguen com a estil propi: lletres amb crítica social, ritmes ballables i una sonoritat potent. El Rei i Aquelarre -tema compost amb la intenció d'esdevenir un himne de l'Aquelarre de Cervera- presenten a més videoclip.
Kayo Malayo el 2014 treuen tres noves cançons que inclouran en el seu proper treball discogràfic. Amb aquests temes els Kayo Malayo recupera el discurs reivindicatiu en les seves lletres amb “El Circ Nacional” (de la que ja han fet videoclip) i “Nadal”, sense deixar de banda la vessant més romàntica amb “Tu i jo”.
El 2014 i després d'onze anys d'activitat, més de 140 concerts arreu del territori català, 41 temes propis publicats i dos treballs discogràfics a la motxilla, el grup anuncià mitjançant les xarxes socials l'aturada indefinida de la seva activitat. Posteriorment, alguns ex-membres de la banda (Miki Santamaria, Mark-e, Ramon, Josep Jaume) varen iniciar un nou projecte sota el nom de Doctor Prats que ha acabat esdevenint un dels grups de música més famosos del panorama nacional català, Nil Bribián va tocar la bateria a Medusa Box i Karlitos Bastida el baix amb Miki Núñez.

## Discografia
- Paxeando (maqueta), Autoeditat, 2005
  - Borratxu
  - Especulant
  - Cumbia Babylon
  - Sense més ni més
  - Avarícia
  - La Dolçainera
- Arristifaisei (maqueta), Autoeditat, 2007
  - El teu alè
  - Ni un dia més
  - Especulant
  - Tiempo
  - No volverás
- Qui ens va parir!!! (àlbum), Radio Chango, 2008
  - Gasolina
  - Fuera de control
  - Esclaves
  - Maria Marió
  - El muro
  - Le fanfarrié
  - La nit abans
  - Eco
  - Banco-jones
  - Respira
  - Pedra i sal
  - Himne
  - Maria Marió (radio edit)
  - Gasolina (radio edit)
- Katalonska (àlbum), amb la discogràfica Kasbamusic, 2011
  - Welcome to Catalonia
  - Estem en perill
  - On vas
  - Mr. Gafe
  - Publicitat
  - Ai iaia
  - El teu cor
  - Estafadors
  - Katalonska truba
- "2013" (EP), Kasbamusic, 2013
  - Com el primer cop
  - El rei
  - La revolució (col·laboració Juankar de Boikot)
  - Aquelarre
- "2014" (senzill), Kasbamusic, 2014
  - El Circ Nacional
  - Tu i Jo
  - Nadal